# Marktimalior
Marktimalior (Pellorneidae) är en nyligen urskild fågelfamilj vars arter tidigare huvudsakligen placerades i familjen timalior. De förekommer huvudsakligen i södra och sydöstra Asien, men ett släkte påträffas även i Afrika.

## Utseende och läten
Marktimalior är långbenta och kortstjärtade fåglar med relativt stora huvuden och rak, kort till medellång näbb. Fjäderdräkten går vanligen i brunt, svart, grått och vitt, generellt ljusare undertill och kontrasterande hjässa eller ögonmask. Sången är vanligen enkel, bestående av höga visslande toner.  

## Levnadssätt
Marktimalior är generellt vanligt förekommande i skogsområden, från låglänt tropisk regnskog till svalare bergsskogar, ofta med tät undervegetation. De flesta tillbringar mesta tiden på eller nära marken, födosökande efter insekter, spindlar, maskar och sniglar. Några arter ses högre upp i lövverken på jakt efter insekter och vissa tar även bär och frukt, även om det inte utgör huvuddelen av födan.

### Häckning
Marktimalior häckar monogamt och båda föräldrarna tar hand om ungarna. Dock verkar åtminstone lövtimaliorna (släktet Illadopsis) också häcka kooperativt. Boet varierar i utseende, från små och prydliga öppna boskålar till mer kupolformade. Det placeras väl dolt på marken eller lågt i en tät buske eller ett träd. De två till fem äggen ruvas i tio till 15 dagar. Efter kläckning stannar ungarna i boet ytterligare tio till 14 dagar innan de är flygga. Därefter tas de om hand och matas i upp till nio veckor hos vissa arter.

## Status
Många arter hotas av habitatförlust, men än så länge anses endast nio arter (av totalt 58 bedömda) vara utrotningshotade av IUCN, varav två (brahmaputratimalia och vitstrupig skärtimalia placeras i kategorin starkt hotad (EN) och sju i den lägre hotkategorin sårbar.

## Släkten i familjen
Systematiken nedan följer AviList:
- Släkte Graminicola – två arter grästimalior, behandlades tidigare som gräsfåglar
- Släkte Turdinus – tre arter smygtimalior
- Släkte Malacopteron – sex arter
- Släkte Gampsorhynchus – två arter
- Släkte Schoeniparus – sju arter, inkluderades tidigare i Alcippe
- Släkte Pellorneum – 15 arter
- Släkte Laticilla – två arter, inkluderades tidigare i Prinia i familjen cistikolor
- Släkte Illadopsis – nio arter afrikanska lövtimalior
- Släkte Kenopia – strimtimalia
- Släkte Ptilocichla – tre arter smygtimalopr
- Släkte Napothera – sex arter skär- och smygtimalior
- Släkte Malacocincla – tre arter
- Släkte Gypsophila – sex arter smyg- och karsttimalior